# Cắt thảo nguyên
Cắt thảo nguyên (danh pháp hai phần: Falco mexicanus) là một loài chim lá thuộc chi Cắt trong họ Falconidae.. Loài này phân bố ở tây Bắc Mỹ.